# Egypt Station
| 총 점수              | 총 점수 |
| 출처                 | 점수    |
| -------------------- | ------- |
| 메타크리틱           | 74/100  |
| 평가 점수            |         |
| 출처                 | 점수    |
| AllMusic             | [ 4 ]   |
| Consequence of Sound | B-      |
| The Guardian         | [ 6 ]   |
| NME                  | [ 7 ]   |
| The Observer         | [ 8 ]   |
| Pitchfork            | 5.8/10  |
| Rolling Stone        | [ 10 ]  |
| Slant Magazine       | [ 11 ]  |

《Egypt Station》은 폴 매카트니의 열일곱 번째 솔로 스튜디오 음반이고, 2018년 9월 7일에 캐피틀 레코드에 의해 발매되었다.
《Egypt Station》은 그렉 커스틴이 프로듀싱하고, 라이언 테더가 프로듀싱한 트랙 1개를 제외하고 매카트니가 공동 프로듀싱했다. 이 음반은 매카트니의 2013년 《New》 이후 첫 번째 스튜디오 발매 음반이다. 두 곡 〈I Don't Know〉와 〈Come On to Me〉로 구성된 이 음반의 첫 번째(더블 A-사이드) 싱글은 2018년 6월 20일에 발매되었다.
《Egypt Station》이라는 이름은 1988년 매카트니의 그림 중 한 점이 공유하고 있는데, 이 그림에서 커버 아트가 파생되었다. 이 음반은 1982년 《Tug of War》 이후 미국에서 그의 첫 번째 음반이 되었고 《빌보드》 200에서 첫 번째 데뷔 음반이 되었다.

## 녹음
《Egypt Station》은 로스앤젤레스, 런던, 서식스의 스튜디오에서 녹음되었다. 매카트니는 2013년 음반 《New》 발매 이후 얼마 동안 프로듀서 그렉 커스틴과 함께 작업을 시작했으며, 2018년 6월 20일 《Egypt Station》의 발매 발표를 앞두고 여러 차례 이들의 협력을 언급했다.
매카트니는 라이언 테더와 함께 세 곡을 녹음하기도 했다. 이 음반에는 〈Fuh You〉와 〈Nothing for Free〉라는 두 곡이 수록되었다. 〈Get Enough〉라는 곡도 테더와 함께 음반에 녹음되었지만, 대신 음반이 아닌 싱글로 새해 첫날 2019년에 발매되었다.
〈Back in Brazil〉라는 곡은 브라질 상파울루 시에 있는 KLB 스튜디오에서 녹음되었다.

## 상업적 성과
《Egypt Station》은 2018년 9월 22일에서 미국 빌보드 200에서 1위로 데뷔하여, 153,000장의 음반에 해당하는 유닛 (이 중 147,000장의 음반 판매량)을 얻었다. 이 음반은 1982년 《Tug of War》 이후 매카트니의 첫 번째 미국 1위 음반이며, 전체적으로 여덟 번째 1위 음반이자 차트 1위에 오른 첫 번째 음반이다. 이 음반은 두 번째 주에 8위로 떨어졌고, 미국에서 37,000장의 음반과 동등한 음반을 추가로 얻었다.

## 곡 목록
그렉 커스틴이 매카트니와 함께 프로듀싱한 모든 트랙은 라이언 테더, 잭 스켈턴, 매카트니가 프로듀싱한 〈Fuh You〉, 〈Noth for Free〉 그리고 〈Get Enough〉를 제외한다.
모든 곡들은 특별한 언급이 없는 한 폴 매카트니에 의해 작사/작곡하였다.
| #   | 제목                           | 작사·작곡                | 재생 시간 |
| --- | ------------------------------ | ------------------------ | --------- |
| 1.  | 〈Opening Station〉            |                          | 0:42      |
| 2.  | 〈I Don't Know〉               |                          | 4:27      |
| 3.  | 〈Come On to Me〉              |                          | 4:11      |
| 4.  | 〈Happy with You〉             |                          | 3:34      |
| 5.  | 〈Who Cares〉                  |                          | 3:13      |
| 6.  | 〈Fuh You〉                    | 폴 매카트니, 라이언 테더 | 3:23      |
| 7.  | 〈Confidante〉                 |                          | 3:04      |
| 8.  | 〈People Want Peace〉          |                          | 2:59      |
| 9.  | 〈Hand in Hand〉               |                          | 2:35      |
| 10. | 〈Dominoes〉                   |                          | 5:02      |
| 11. | 〈Back in Brazil〉             |                          | 3:21      |
| 12. | 〈Do It Now〉                  |                          | 3:17      |
| 13. | 〈Caesar Rock〉                |                          | 3:29      |
| 14. | 〈Despite Repeated Warnings〉  |                          | 6:58      |
| 15. | 〈Station II〉                 |                          | 0:46      |
| 16. | 〈Hunt You Down/Naked/C-Link〉 |                          | 6:22      |

타깃, 일본판 및 유럽판 보너스 트랙
| #   | 제목                 | 작사·작곡      | 재생 시간 |
| --- | -------------------- | -------------- | --------- |
| 17. | 〈Get Started〉      |                | 3:41      |
| 18. | 〈Nothing for Free〉 | 매카트니, 테더 | 3:15      |

## 인증
| 국가                               | 인증 | 판매량/출하량 |
| ---------------------------------- | ---- | ------------- |
| 프랑스 (SNEP)                      | 골드 | 50,000        |
| 판매량+스트리밍을 기반으로 한 인증 |      |               |